# 人間の顔
『人間の顔』（にんげんのかお）は、ヒカシューの5枚目のオリジナル・アルバム。1988年に紅白レーベルより発売。
完成後に急逝したドラマー、谷口勝の最後の参加作品。ジャケットは、文具で作られた人間の顔。

## 収録曲
特記がない限り、説明の出典は『人間の顔』CD(日本クラウン・WRD-8)のライナーノーツより。
1. 人間の顔
作詞:巻上公一　作曲:海琳正道
ヒカシュー唯一の8cmシングルとしてリカットされている。
2. ゾウアザラシ
作詞:巻上公一　作曲:野本和浩
3. 何にもない男
作詞:巻上公一　作曲:海琳正道
4. 天国を覗きたい
作詞:巻上公一　作曲:野本和浩
ヒカシュー唯一のクリスマスソングである。
5. クリプトビオシス
作曲:井上誠
インストゥルメンタル曲。
タイトルのクリプトビオシスとは、クマムシなどの動物が乾燥などの厳しい環境に対して、活動を停止する無代謝状態のこと。
6. さての温もり
作詞:巻上公一　作曲:海琳正道
7. 仏の出口
作曲:ヒカシュー
インストゥルメンタル曲。
1982年4月にフランスのダンサーベアトラン・レゾンのために演奏された。
8. ハイアイアイ島
作詞:巻上公一　作曲:海琳正道
『鼻行類』という本をもとに制作された。
9. でたらめな指
作詞:巻上公一　作曲:海琳正道
1979年には制作されており、ライブでも演奏されていた。ボーカルは海琳。
10. 猫にロマン
作詞:巻上公一　作曲:海琳正道
当初は「みんなのうた」のために書かれた曲であったが、歌詞が難しいため採用されなかった[1]。
11. シャカ
作詞・作曲:巻上公一
1979年頃からライブで演奏されていた、即興性の高い楽曲。
12. インディアンが訪れる
作詞:巻上公一　作曲:坂出雅海
13. 色彩はいにしえ
作詞:巻上公一　作曲:海琳正道
14. これは僕じゃない
作詞:巻上公一　作曲:井上誠
巻上がプロデュースしていた劇団による演劇「幼虫の危機」のパフォーマンスのため構成された曲。